# ビードレックス
株式会社ビードレックスは、理化学用実験ガラス器具の製造を主な事業としていた、福岡県に本社を置く企業である。理化学用ガラス事業のほか、半導体関連事業などを行っていた。
2014年3月に事業を停止し、同年5月20日に福岡地方裁判所飯塚支部から破産手続開始決定を受けた。